# Progress MS-12
Progress MS-12 (w oznaczeniach NASA jako Progress 73 lub 73P) – misja statku transportowego Progress, prowadzona przez rosyjską agencję kosmiczną Roskosmos na potrzeby zaopatrzenia Międzynarodowej Stacji Kosmicznej. Start odbył się z kosmodromu Bajkonur w Kazachstanie. Rakieta Sojuz 2.1a wyniosła statek zaopatrzeniowy, który po 3 godzinach i 19 minutach połączył się z rosyjskim modułem Pirs. Pobity został o dwie minuty poprzedni rekord w szybkości dotarcia na stację, ustanowiony w kwietniu.

## Ładunek
Całkowity ładunek, który Progress MS-12 dostarczył na Międzynarodową Stację Kosmiczną, miał masę około 2450 kg. Statek dostarczył 1184 kg suchego towaru (zaopatrzenie dla załogi, jedzenia, sprzętu konserwacyjnego i eksperymentów naukowych), 800 kg paliwa do systemów napędowych stacji kosmicznej, 50 kg tlenu i 420 kg wody.